# V Canis Minoris
V Canis Minoris är en pulserande variabel av Mira Ceti-typ  i stjärnbilden Lilla hunden. 
Stjärnan varierar mellan visuell magnitud +7,4 och mindre än 15,1 med en period av 366,1 dygn.